# Полухин, Владимир Николаевич
Владимир Николаевич Полухин (28 мая 1932, Колышлей, Нижне-Волжский край — 3 сентября 2009, Санкт-Петербург) — российский учёный, доктор технических наук (1989), лауреат Государственной премии СССР (1970), специалист в области физической химии и технологии оптических и специальных стекол, волоконно-оптических элементов и микроканальных структур. Практические результаты выполненных под его руководством исследований широко используются в оптической, электронной и других отраслях промышленности.

## Биография
Родился в г. Колышлей (ныне — Пензенской области). Школьные годы провёл в Сердобске, учился у А. И. Худобина. В 1955 году окончил Московский химико-технологический институт им. Д. И. Менделеева по специальности «технология силикатов». С 1955 по 1957 год работал на заводе оптического стекла «Красный гигант» в г. Никольск (Пензенская область) мастером смены. В 1957 году поступил в очную аспирантуру Государственного оптического института им. С. И. Вавилова (ФГУП НИТИОМ ВНЦ ГОИ им. С. И. Вавилова). По окончании аспирантуры работал там же, последовательно занимая должности младшего, старшего, ведущего и главного научного сотрудника, начальника лаборатории оптического стекла (1966—1982), начальника лаборатории и отдела волоконной оптики (1982—1989). До последних дней своей жизни был начальником лаборатории специальных оптических стекол, технологии жестких волоконно-оптических элементов и микроканальных пластин. Главные разработки, проведенные под его руководством:
- Оптические стекла с особым ходом дисперсии (особые флинты) для крупногабаритных космических объективов-апохроматов;
- оптические стекла с экстремальными оптическими константами;
- специальные комбинации стекол для изготовления волоконно-оптических элементов — гибких медицинских жгутов и высокоапертурных волоконно-оптических пластин;
- комбинации стекол для микроканальных элементов и бифокальных очков с невидимой линией раздела;
- стекла для изготовления диодов и покрытия варисторов;
- разработка конструкции и технологии изготовления волоконно-оптических и микроканальных элементов для электронно-оптических преобразователей и микроканальных структур рентгеноводов и рентгеновских линз.

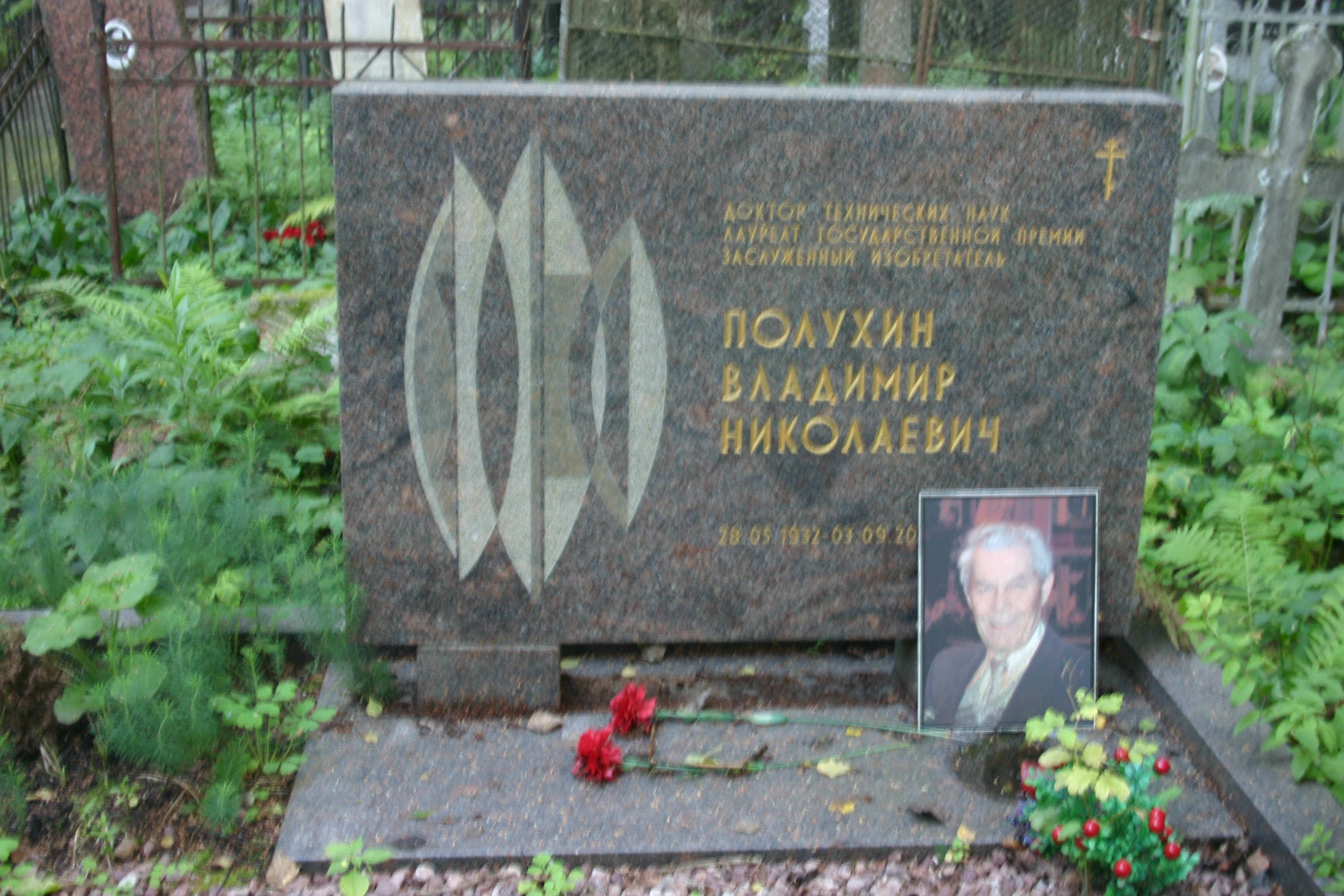
Могила на Богословском кладбище

Автор и соавтор 105 научных статей, получил более 100 авторских свидетельств и патентов; за первое внедрённое изобретение вручён знак «Изобретатель СССР». Соавтор-составитель каталога оптического стекла СССР—ГДР.
Похоронен на Богословском кладбище Санкт-Петербурга.

## Награды
- Медаль академика И. В. Гребенщикова
- Государственная премия СССР
- Ветеран труда (звание), Медаль «Ветеран труда»
- Медаль «В память 300-летия Санкт-Петербурга»
- Многократный призер ВДНХ

## Галерея

Трудовые будни ФГУП НИТИОМ ВНЦ
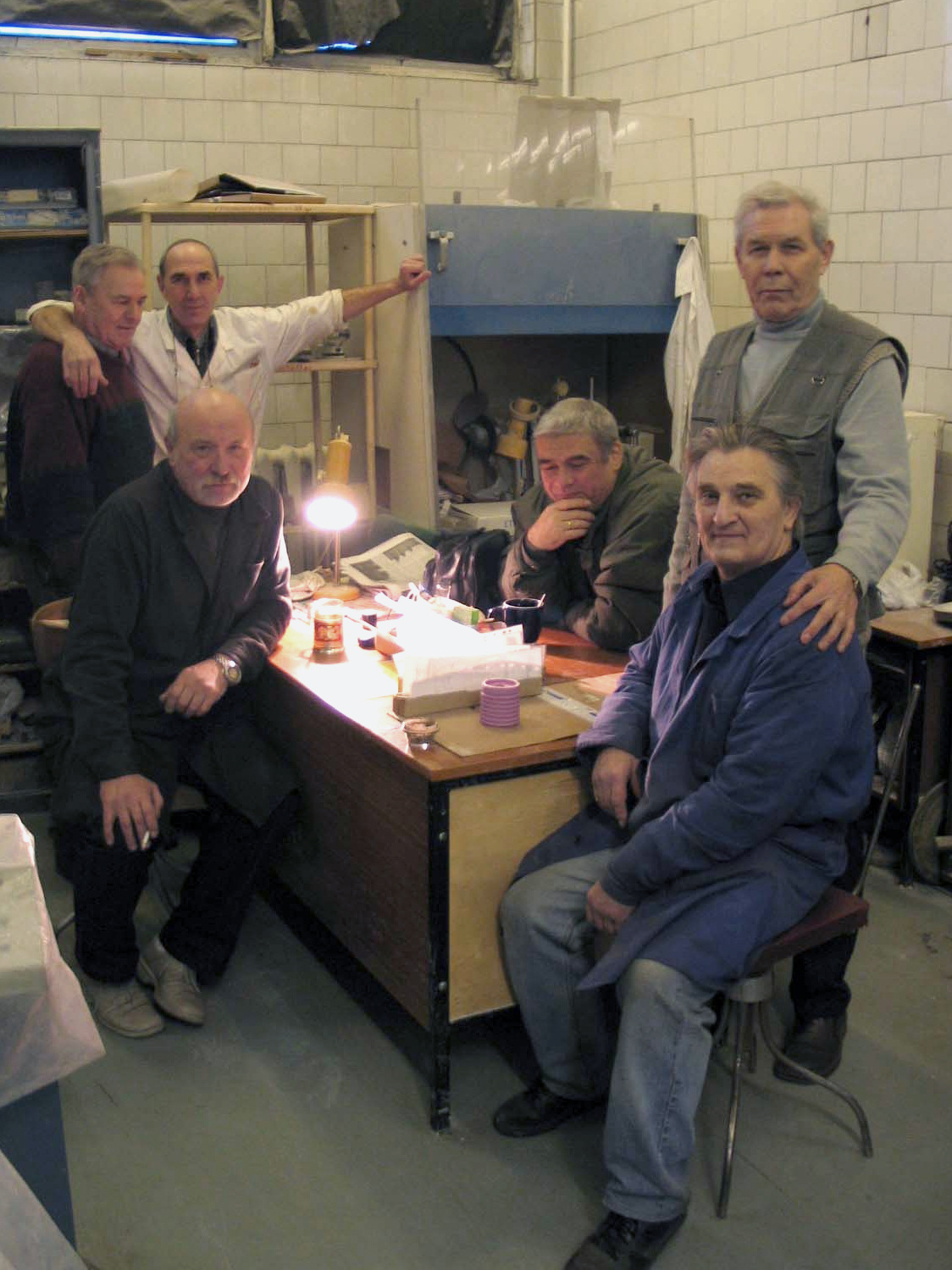
2008. Гл. технолог ООО«ВОСТЕК» Желтов В. Б., директор ООО«ВОСТЕК» Иванов В. Н., Полухин В. Н., Смирнов Е. М., Морозов А. Я., Никифоров В. Н. – сотрудники  цеха и лаборатории ОМ62.
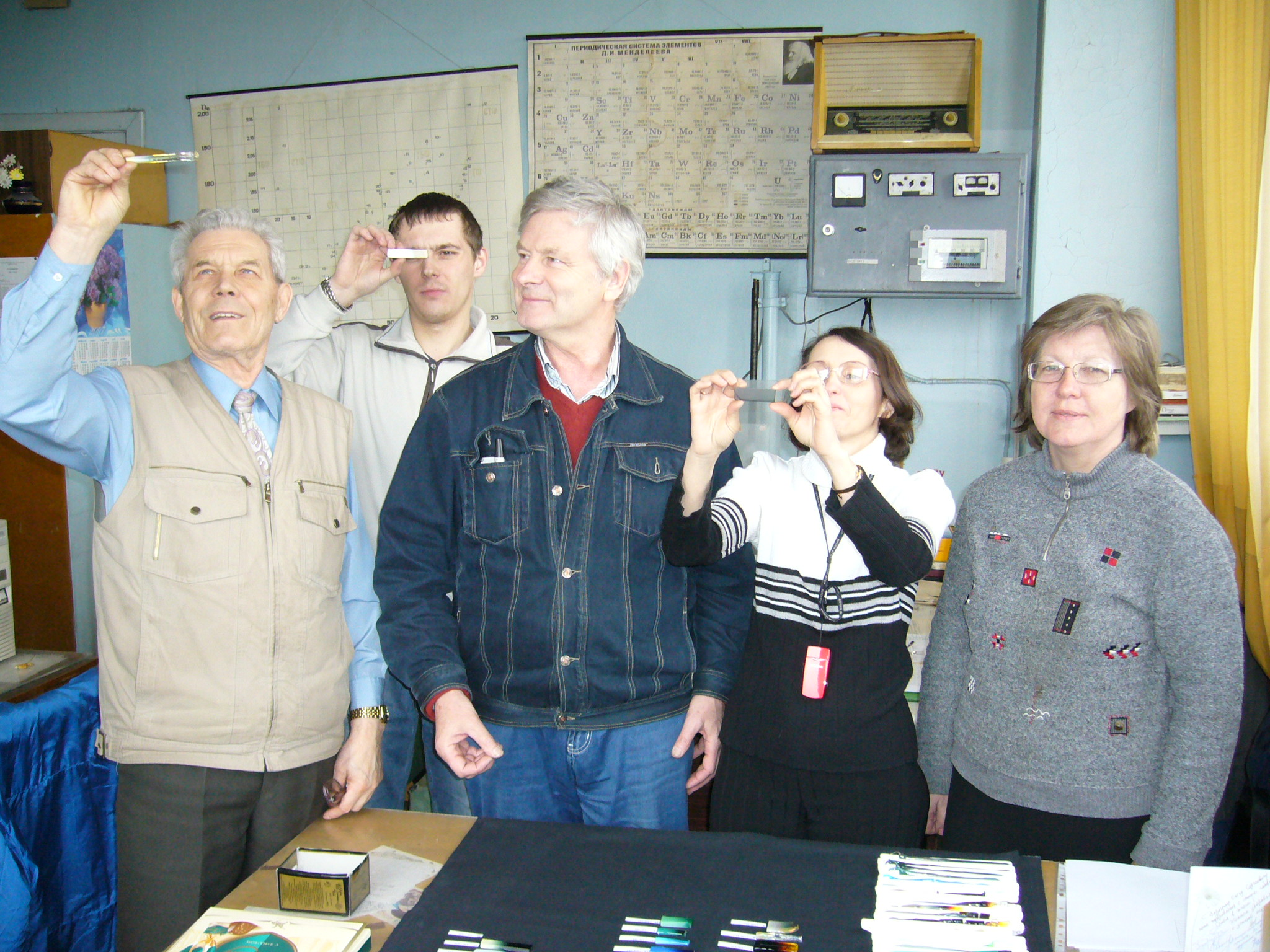
2008. Выбор образцов стекол для компании Swarovski. Полухин В. Н. и Щербаков К. В., Татаринцев Б. В., Ананьева В. В., Беликова Н. Г. - сотрудники лаборатории ОМ62.
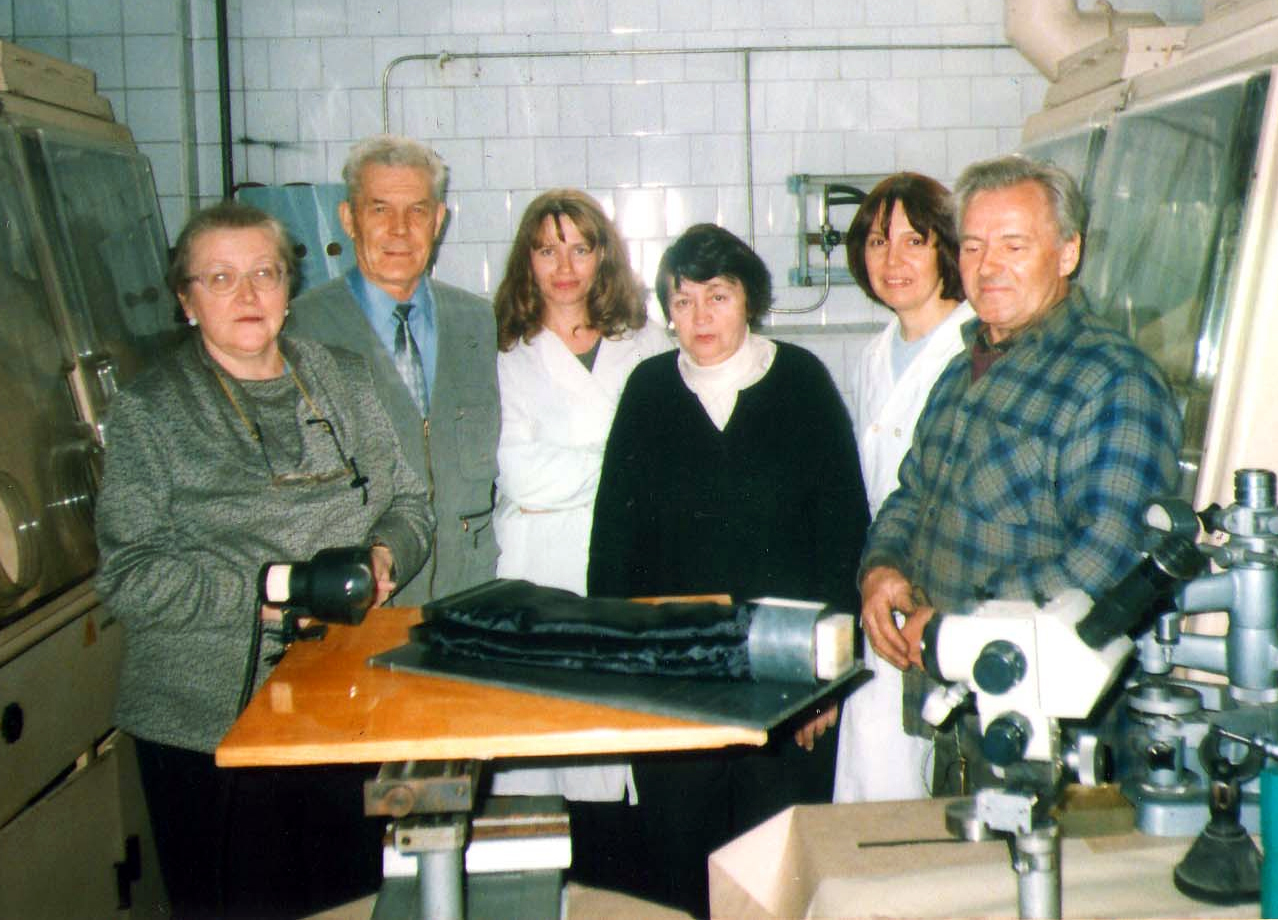
2005. Отправка волоконного жгута для университета города Болонья, Италия. Полухин В. Н., снс Славина Л. А., Стиденкина А. С., Иванова И. А., Анисимова С. В., Морозов А. Я. — сотрудники цеха и лаборатории ОМ62.

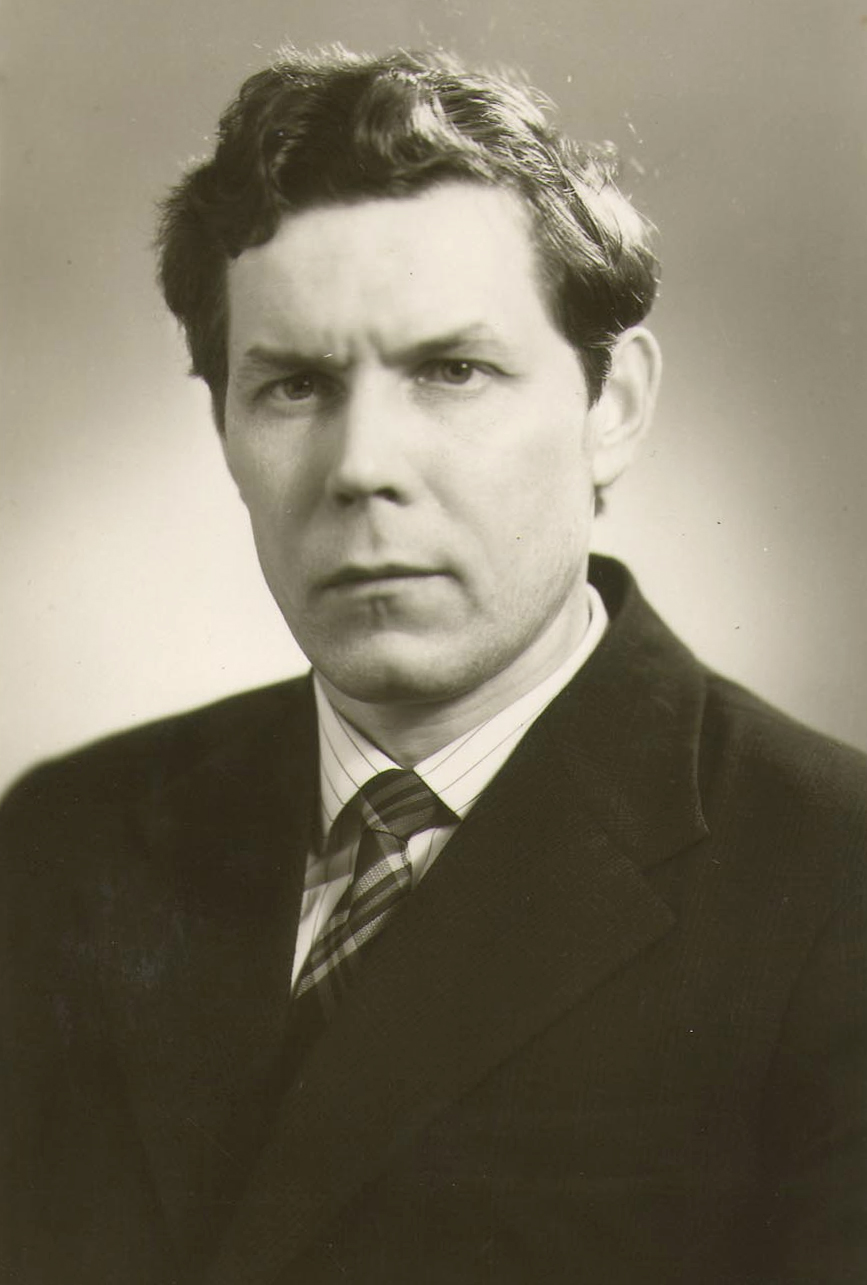
Владимир Полухин. 1962
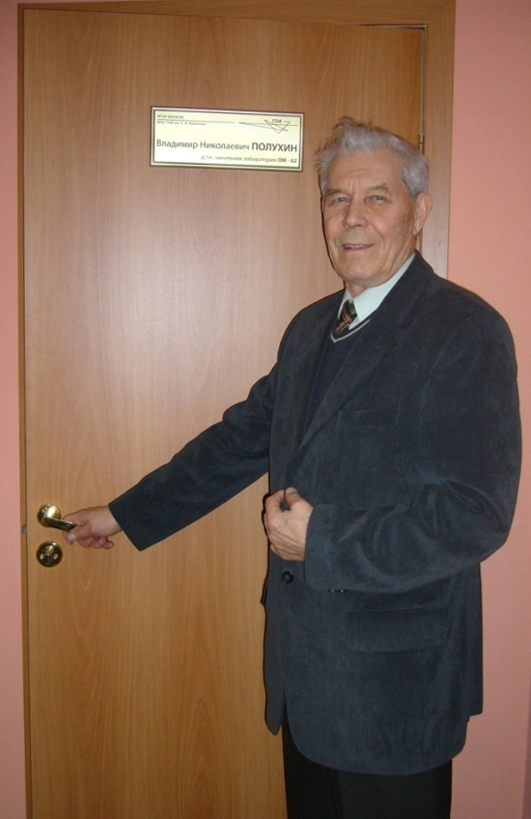
Владимир Полухин. 2009
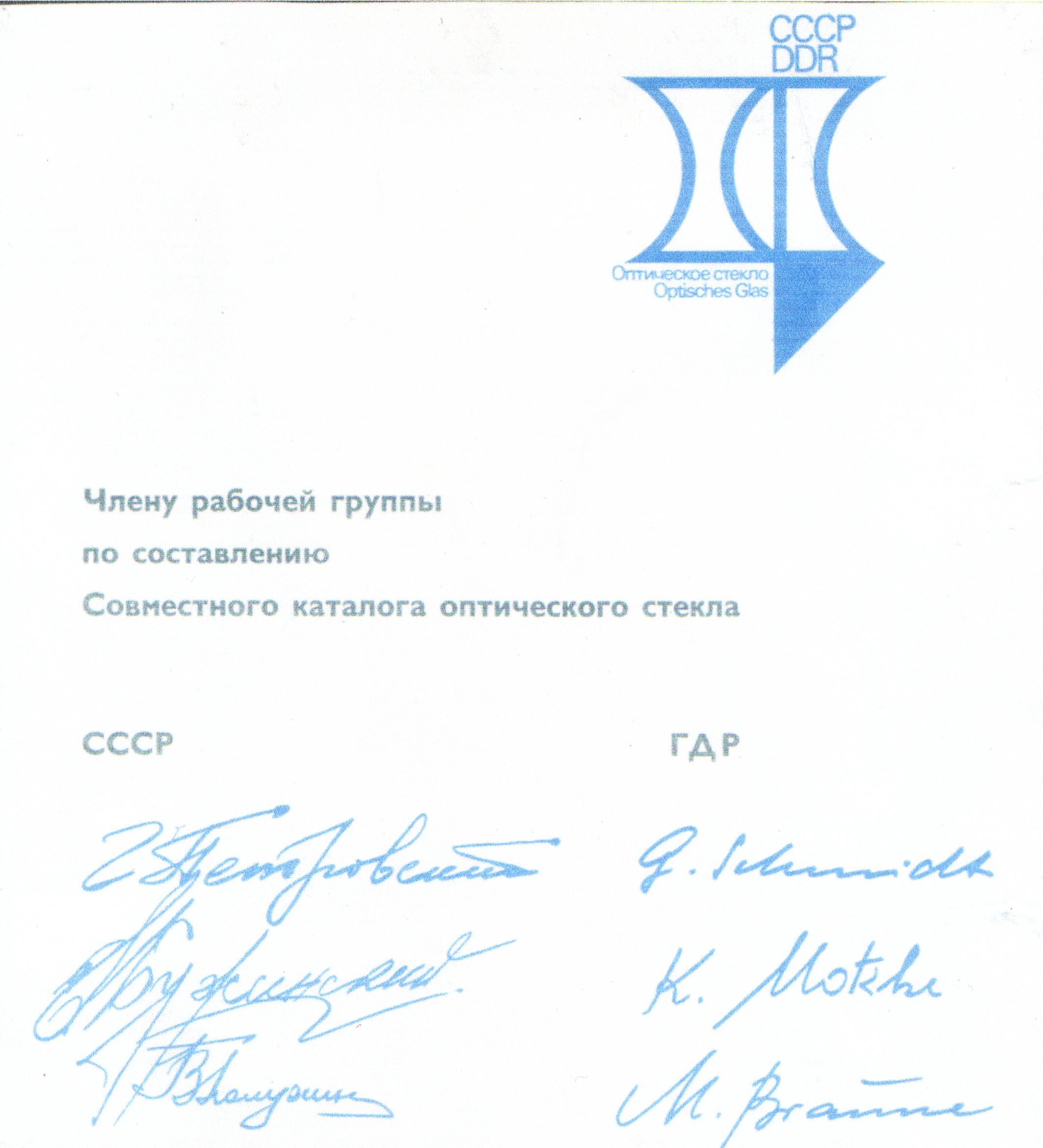
Титул каталога оптического стекла СССР — ГДР, с автогрофами участников проекта: Петровского Г. Т., Бужинского И. М. , Полухина В. Н.

## Публикации
- Полухин В. Н. // Физ. и хим. стекла. 1982. Т. 8. С. 338.
- О. С. Щавелев, В. Н. Полухин, В. И. Лейман, П. М. Валов,. К. О. Щавелев. ФХС (Фотохромное стекло) 1996.
- Work on fiber optics at the S. I. Vavilov State Optical Institute
- Lasing characteristics of a fiber laser based on neodymium-silicate and neodymium-phosphate glasses